# 饒中
饒中（1488年—？），字性甫，號東濱，河南汝寧府光州固始縣人，民籍，明朝政治人物。

## 生平
河南鄉試第三十二名舉人。嘉靖八年（1529年）中式己丑科會試第一百九十三名，登第三甲第七十九名進士。

## 家族
曾祖饒伯肅；祖父饒子貞；父饒景，曾任壽官。母汪氏。永感下。